# 苗田剛汰
苗田 剛汰（なえだ ごうた、1995年1月12日 - ）は日本の男子バスケットボール選手。愛媛県出身。姉は元バスケットボール選手の苗田未来。

## 人物
伊台小学校、拓南中学校、北陸高等学校を卒業。
北陸高等学校3年生の時に、全国大会である第43回全国高等学校バスケットボール選抜優勝大会に出場。ベスト4に入る。
その後は専修学校の九州総合スポーツカレッジに進学し、在学中の2年次に大分県の3人制バスケットボールチームのSTAMPEDE.EXEで活動を始めた。
2018-19シーズン、鹿児島レブナイズと契約。
1シーズンで退団後、地域リーグのデビルズ大分に移籍。

## 個人成績
| シーズン   | チーム           | GP | GS | MPG | FG% | 3P% | FT% | RPG | APG | SPG | BPG | TO | PPG |
| ---------- | ---------------- | -- | -- | --- | --- | --- | --- | --- | --- | --- | --- | -- | --- |
| B3 2018-19 | 鹿児島レブナイズ |    |    |     |     |     |     |     |     |     |     |    |     |